# Siphonodella
Genre
Espèces de rang inférieur
- † Siphonodella banraiensis [2]
- † Siphonodella carinata[3]
- † Siphonodella duplicata (type) Branson & Mehl, 1934[4]
- † Siphonodella isosticha[5]
- † Siphonodella kalvodai[6]
- † Siphonodella nandongensis[7]
- † Siphonodella praesulcata[8]
- † Siphonodella quadruplicata[9]
- † Siphonodella sulcata[10]
- † Siphonodella uralica Zhuralev 1994 [11].

Synonymes
- Siphonognathus Branson & Mehl, 1934
- Eosiphonodella Ji, 1985

Siphonodella est un genre de conodontes. Les fossiles sont trouvés dans des terrains datant de la fin du Dévonien et du début du Carbonifère.
Le genre connait un synonyme, Siphonognathus Branson & Mehl, 1934, lui même homonyme de Siphonognathus Richardson, 1857 (Animalia, Chordata, Actinopterygii).

## Espèces
- Siphonodella banraiensis est du Dévonien supérieur en Thaïlande[2].
- Siphonodella nandongensis est du Carbonifère précoce dans la formation de Baping en Chine[7].

## Stratigraphie
La fin des strates du Famennien, qui est également la limite supérieure du Dévonien et la limite entre ce système et le Carbonifère, est définie par l'arrivée de l'espèce de conodontes Siphonodella sulcata.
Le Famennien se subdivise en huit biozones à conodontes :
- Zone à Siphonodella praesulcata
- Zone à Palmatolepis expansa
- Zone à Palmatolepis postera
- Zone à Palmatolepis trachytera
- Zone à Palmatolepis marginifera
- Zone à Palmatolepis rhomboidea
- Zone à Palmatolepis crepida
- Zone à Palmatolepis triangularis

Le Tournaisien, premier étage du Carbonifère, contient huit biozones à conodontes:
- Zone à Gnathodus pseudosemiglaber et à Scaliognathus anchoralis
- Zone à Gnathodus semiglaber et à Polygnathus communis
- Zone à Dollymae bouckaerti
- Zone à Gnathodus typicus et à Siphonodella isosticha
- Zone à Siphonodella quadruplicata et à Patrognathus andersoni (zone supérieure à Patrognathus andersoni)
- Zone basse de Patrognathus andersoni
- Zone à Patrognathus variabilis
- Zone à Patrognathus crassus